# Czadrów
Czadrów (alemán: Ober Zieder) es una localidad del distrito de Kamienna Góra, en el voivodato de Baja Silesia (Polonia). Se encuentra en el suroeste del país, dentro del término del municipio rural de Kamienna Góra, a unos 6 km al sur de la localidad homónima, sede del gobierno municipal y capital del distrito, y a unos 80 al suroeste de Breslavia, la capital del voivodato. Czadrów perteneció a Alemania hasta 1945.